# 大菩薩峠 (喫茶店)
大菩薩峠（だいぼさつとうげ）は、徳島県阿南市福井町にあるレンガ造りのセルフビルド建築による喫茶店である。

## 概要
レンガ造りのセルフビルド建築である大菩薩峠を建設した島利喜太（しま りきた）は20代の頃、家業の農業を手伝いながら、数年を掛けて日本一周の旅に出た。その旅の中で立ち寄った、山梨県の大菩薩峠の雄大な景色に感銘を覚え、「自分の山にも万里の長城を築きたい」との思いを抱いたという。そして、元々コーヒー好きであった島は、「大菩薩峠」「万里の長城」いずれかの名を持つ喫茶店を地元の徳島県阿南市に開業しようと考えた。
徳島に戻った島はレンガ造りの喫茶店の建築に取り掛かったが、近隣のレンガ工場では法人向けに生産をしており、個人である島にはレンガの供給を行ってくれず、これを受けて島は自ら裏山に窯を作り、そこで自分でレンガを焼き始めた。建造に使用された約10万個ものレンガは、ほとんど島自らが焼き上げ、また、積み上げ、敷き詰めたものと言われる。
建築の作業は1966年頃から開始され、約5年後の1971年10月10日、喫茶店「大菩薩峠」が開店した。その後も島自身の手により増改築が続けられており、現在も未完成である。喫茶店の店舗部分は建物の2階部分に位置し、客はレンガで作られた階段を上るか、あるいは自動車用に作られたスロープを登って入口に向かうことになる（2階の中庭に相当する部分が駐車可能なスペースになっており、当然ここも一面レンガ敷きである）。また、屋上に相当する部分は裏山に繋がっており、この場所には「石の庭園」が建設中である。
建物の主な構造はレンガ造りであるが、内装には木も多用されている。喫茶店の客の使うテーブルや椅子も、島によって木の塊から削りだされ、また組み合わされて作られたものである。また、店舗の入口の扉は無垢の一枚岩で、この構想も、当初から島の頭の中にあったものであるという。また、入口近くには、金属板を切り出して作られた、「大菩薩峠」のネームプレートが取り付けられている。